# Kelley Washington
James Kelley Washington (* 21. August 1979 in Stephens City, Virginia) ist ein ehemaliger US-amerikanischer American-Football-Spieler auf der Position des Wide Receivers. Er spielte unter anderem bei den Baltimore Ravens in der National Football League (NFL).

## Karriere
Washington besuchte die University of Tennessee, spielte dort jedoch nur eine komplette Saison Football. 2003 wurde er in der dritten Runde von den Cincinnati Bengals gedraftet. In seinen drei Jahren bei der Mannschaft spielte er hauptsächlich als dritter Wide Receiver in 44 Spielen, bei denen er insgesamt 72 Mal den Ball fangen konnte und diesen neun Mal in die Endzone bringen konnte, um einen Touchdown zu erzielen.
2007 unterschrieb er einen fünfjährigen Vertrag mit den New England Patriots, bei denen er allerdings nur 2007 und 2008 spielte. Im Jahr 2009 wurde er an die Baltimore Ravens abgegeben. 2010 wechselte er über die Philadelphia Eagles zu den San Diego Chargers.
| Personendaten    | Personendaten                                 |
| ---------------- | --------------------------------------------- |
| NAME             | Washington, Kelley                            |
| ALTERNATIVNAMEN  | Washington, James Kelley (vollständiger Name) |
| KURZBESCHREIBUNG | US-amerikanischer Footballspieler             |
| GEBURTSDATUM     | 21. August 1979                               |
| GEBURTSORT       | Stephens City, Virginia                       |